# Кызыл-Кыргызстан (Ноокенский район)
Кызыл-Кыргызстан (кирг. Кызыл-Кыргызстан) — село в Ноокенском районе Джалал-Абадской области Кыргызстана. Входит в состав Сакалдинского айылного аймака.

## География
Село расположено в южной части области, на берегу Пахтаабадского канала, вблизи государственной границы с Узбекистаном, на расстоянии приблизительно 9 километров (по прямой) к юго-западу от села Масы, административного центра района. Абсолютная высота — 551 метр над уровнем моря.

## Население
Согласно оценочным данным Национального статистического комитета Кыргызской Республики, численность населения села на начало 2023 года составляла 3591 человек.
| год     | 2009 | 2014 | 2015 | 2020 | 2021 | 2023 |
| ------- | ---- | ---- | ---- | ---- | ---- | ---- |
| человек | 2429 | 2951 | 3540 | 3763 | 3547 | 3591 |